# Edit Herczog
Edit Herczog (ur. 5 maja 1961 w Budapeszcie) – węgierska polityk, była posłanka, deputowana do Parlamentu Europejskiego VI i VII kadencji.

## Życiorys
Ukończyła studia inżynierskie na Uniwersytecie Ogrodnictwa, specjalizując się w konserwacji żywności. Kształciła się także na Uniwersytecie im. Loránda Eötvösa w Budapeszcie. Posiada uprawnienia tłumacza języka rosyjskiego. Pracowała jako asystent na Uniwersytecie Ogrodnictwa, następnie w przedsiębiorstwach przemysłowych, w tym w Unilever Węgry.
W połowie lat 80. wstąpiła do partii komunistycznej, w 1989 została działaczką Węgierskiej Partii Socjalistycznej. W 1998 i 2002 uzyskiwała mandat posłanki do Zgromadzenia Narodowego. Od 2002 zasiadała w zarządzie komitatu Fejér.
W 2004 z ramienia socjalistów została wybrana do Parlamentu Europejskiego. W wyborach w 2009 uzyskała reelekcję na okres VII kadencji. Przystąpiła do grupy Postępowego Sojuszu Socjalistów i Demokratów, a także do Komisji Budżetowej.